# Reserva nacional natural Puinawai
La Reserva nacional natural Puinawai es una de las más grandes áreas protegidas de Colombia, consistiendo en un conjunto de mesetas y cerros de baja altitud, que son los últimos remansos del Escudo de Guayana hacia el oeste. Principalmente cubierta de selva y bañada por múltiples ríos (entre ellos el río Guainía), se localiza en la amazonía de Colombia. Su superficie hace parte del departamento del Guainía.

## Generalidades

### Descripción
La Reserva nacional natural Puinawai toma su nombre de la palabra en lengua Puinave que significa "Madre de la humanidad". Los Puinaves son una tribu aborigen de la selva amazónica que actualmente habita la reserva junto con otros grupos tales como los Kurripacos y Cubeos.
La planicie amazónica domina la totalidad de la reserva, exceptuando las formaciones de rocas graníticas pertenecientes a la Serranía de Caranacoa, que muy posiblemente se trata de los núcleos de antiguas cadenas montañosas que fueron barridas por la erosión (llamados inselbergs).
En Puinawai se observan características de selva húmeda junto con propiedades de sabana, más propia de los llanos, debido principalmente a la cercanía de los tepuyes de la formación Maimachí y al riego de los ríos de la región.
Es una zona muy grande hay cantidad de los animales y además es una zona rural donde una disfruta de diversas especies de animales.

### Ubicación
Puinawai se ubica entre 1° 43' 14" y 2° 58' 22" Norte y entre 68° 41' 4" y 69° 55' 56" Oeste, incluida en su totalidad en el departamento Guainía, en jurisdicción del municipio de Inírida y de los corregimientos departamentales de Morichal, Puerto Colombia y Pana-Pana, siendo la localidad más cercana esta última por encontrarse dentro de la reserva.
Los límites están conformados por el río Inírida al norte, al oriente por los caños Nabuquén y Aguacate, al sur por los ríos Cuiarí e Isaná y la frontera colombo-brasileña, y finalmente al occidente por los caños Pacú, Lutra, Rayado y Chucutú.

### Clima
Por ubicarse en la zona tórrida, el clima de la región es de tipo tropical húmedo, lo que origina grandes cantidades de lluvias casi todo el año (alrededor de unos 3600 mm total anuales, una media de 300 mm al mes), presentándose igualmente una temporada de sequía que va alrededor de enero a marzo. Además la reserva se encuentra en una planicia cuya altura está entre 100 y 500 m s. n. m. Debido a estas circunstancias la temperatura del lugar es alta, oscilando entre los 18 y los 30° diarios.

### Geología
Puinawai se compone de 4 grandes grupos de paisajes, originados ante todo por la erosión, la meteorización y la sedimentación causados por los ríos y las lluvias. Estos paisajes son las llanuras aluviales, las planicies residuales del escudo, las planicies sedimentarias y las serranías. Estos paisajes se diferencian entre sí no solo en su suelo sino también en su ecología.
Los suelos de Puinawai son poco fértiles y bajos en nutrientes, debido a la alta arenosidad y al arrastre que de los mismos realizan los caudalosos ríos que atraviesan el escudo guayanés en esta parte de la selva amazónica.

### Hidrografía
La reserva hace parte de 3 cuencas: la del río Inírida, que desemboca en el Orinoco, río Guainía y la del río Isana, ambos desembocando en el Río Negro. Debido a la alta pluviosidad y la baja altura de la región, amplias zonas se inundan originando lagunas temporales dentro de las cuencas de los ríos que atraviesan la reserva. En tanto en la temporada seca las condiciones antes descritas crean una sequedad extrema que da origen a un tipo de sabana de arbustos.

## Vida silvestre

### Vegetación y flora
Puinawai se caracteriza ante todo por una alta dominancia de bosques selváticos en la parte sur, mientras en la parte norte predomina más la vida arbustiva. La combinación de estos dos tipos de vegetación crea una gran diversidad de ecosistemas a pesar de la relativa uniformidad del terreno.
La reserva Puinawai posee una gran diversidad de flora, propios en su gran mayoría de la amazonía. Los elementos florísticos reconocidos en el parque son los siguientes:
- Acanthella.
- Palmera de la Guayana (Arecaceae).
- Bromelia.
- Clidemia.
- Clusia.
- Drosera.
- Euphorbia.
- Fabácea (Fabaceae).
- Ochnaceae.
- Rapateaceae.
- Rubiaceae.
- Theaceae.
- Xyridaceae.

|                          |
| Tibouchina semidecandra. |

|                   |
| Xyris complanata. |

|            |
| Ochnaceae. |

|            |
| Euphorbia. |

|           |
| Clidemia. |

|            |
| Rubiaceae. |

### Fauna
El parque posee gran variedad de animales salvajes, consistente en especies de aves, mamíferos, peces e insectos. Entre ellos se destacan los siguientes:
Aves:
- Corocoro (Eudocimus ruber).
- Garcilla peinada (Pilherodius pileatus).
- Guacamaya (Ara).
- Guala cabecirroja (Cathartes aura).
- Halcones (Falconidae).
- Ibis de cara roja o Tapicuru (Phimosus infuscatus).
- Pato (Anatidae).
- Pájaros insectívoros (Tyrannidae).
- Pava amazónica (Penelope jacquacu).
- Picaflor (Trochilidae).
- Quinaquina (Deroptyus accipitrinus).
- Reinita (Coereba flaveola).
- Sucurúa (Trogonidae).

Mamíferos:
- Armadillo (Dasypodidae).
- Chigüiro (Hydrochoerus hydrochaeris).
- Coatí (Nasua).
- Danta (Tapirus).
- Mono capuchino (Cebidae).
- Murciélago (Emballonuridae).
- Nutria gigante (Pteronura brasiliensis).
- Oso hormiguero (Tamandua).
- Tití amazónico (Callitrichinae).
- Tigrillo (Leopardus tigrinus).
- Venado colorado (Mazama americana).

Peces:
- Bocón.
- Bagre.
- Bocachico.
- Palometa.
- Cachama.
- Mojarra.
- Arenca.
- Nicuro.

Otros:
- Caimán del Río Negro (Caiman crocodilus).
- Hormiga (Formicidae).
- Tortuga terecay (Podocnemis unifilis).

|        |
| Coatí. |

|           |
| Chigüiro. |

|           |
| Corocoro. |

|         |
| Caimán. |

|                  |
| Rana arborícola. |

|                  |
| Venado colorado. |